# Den gamla kvarnen
Den gamla kvarnen (engelska: The Old Mill) är en animerad kortfilm i serien Silly Symphonies från 1937, producerad av Walt Disney och med musik av Leigh Harline. Kortfilmen vann en Oscar för bästa animerade kortfilm.

## Handling
En gammal övergiven kvarn agerar härbärge till ett flertal skogsdjur, däribland småfåglar, möss, fladdermöss och en uggla. En sommarstorm sveper in och hotar att riva ner kvarnen, som dock står pall och står kvar ännu en dag.

## Figurer
- En uggla
- Småfåglar
- Fladdermöss
- Grodor

## Om filmen
Under arbetet med Den gamla kvarnen lades grunden till det som skulle bli Disneys specialeffektsavdelning, och nya tekniker inom ljussättning samt vind- och regneffekter utvecklades. Multiplankameran, som gav ett tredimensionellt djup till tecknade filmer genom att fotografera flera lager teckningar på samma gång, användes för första gången och flera av teknikerna kom även till användning i Snövit och de sju dvärgarna som producerades samtidigt som Den gamla kvarnen. Multiplankameran användes för samtliga animerade långfilmer som Disney producerade fram till och med Den lilla sjöjungfrun; den ersattes efter det med det digitala CAPS-systemet.
2015 valdes filmen in för bevaring i National Film Registrys arkiv, som en av 25 filmer som ansågs "kulturellt, historiskt eller estetiskt viktig".
Filmen hade svensk premiär den 13 december 1937 på biografen Sture-Teatern i Stockholm, som innehåll i kortfilmsprogrammet Walt Disney ritar och berättar, tillsammans med Säg det med ukulele, Klockan klickar, En pratstund med femlingarna Dionne (ej Disney) och Plutos femlingar.